# خانه افراشته
خانه افراشته مربوط به اواخر دوره صفویه است. دارای ایوان، هشتی و ورودی آن دارای چهار مدخل بوده‌است که دسترسی به آب‌انبار، طبقه دوم، ایوان شمال غربی و ورودی حیاط را محیا می‌ساخته است. ضلع شمال شرقی یک ایوان با کادربندی‌های منظم و پشت آن بادگیرهای بلند قرار گرفته‌است. در ضلع جنوب غربی یک مطبخ قرار داشته‌است که بخش از آن بر اثر زلزله تخریب شده‌است جنس مصالح از خشت خام و گل است. این منزل بزرگ در محله سردشت فردوس قرار دارد. این اثر در تاریخ ۲۴ آبان ۱۳۸۵ با شمارهٔ ثبت ۱۶۳۴۷ به‌عنوان یکی از آثار ملی ایران به ثبت رسیده است.